# Mastedon
I Mastedon sono un gruppo Christian rock/AOR formato nella seconda metà degli anni ottanta dai fratelli Dino e John Elefante (quest'ultimo ex-cantante dei Kansas).

## Storia del gruppo

### Le origini
Fondamentalmente nati come progetto in studio, i Mastedon hanno sinora realizzato tre album, avvalendosi dell'aiuto di vari collaboratori (più o meno affermati nella scena AOR) tra i quali Dave Amato (ex-cantante della band di Ted Nugent e chitarrista dei REO Speedwagon a partire dal 1989), il cantante David Pack (Ambrosia) ed il chitarrista Stef Burns (Michael Bolton, Y&T).
La prima pubblicazione dei Mastedon è la canzone Wasn't It Love, presente nella raccolta California Metal, edita dalla Regency Records e comprendente brani di varie formazioni Christian metal nate sulla scia degli ormai affermati Stryper.

### L'esordio discografico
Il primo album dei Mastedon, It's A Jungle Out There, viene pubblicato nel 1989 dalla stessa Regency Records. Dal suo ascolto emerge lo stile piuttosto personale del gruppo, a tratti aggressivo (Love Inhalation, It's A Jungle Out There, Glory Bound), altre volte più melodico (Shine On, Love That Will Survive, This Is The Day), ma sempre caratterizzato da un sound pomposo e magniloquente che può essere paragonato a quello di altre band quali Strangeways e Giuffria. 
Nel 1990 è la volta del secondo disco dei Mastedon: Lofcaudio vede la luce grazie all'etichetta personale del gruppo, la Pakaderm Records; riconosciuto da molti come uno dei capisaldi dell'AOR cristiano.
Dopo Lofcaudio, per molti anni i Mastedon rimasero inattivi.

### Il ritorno
Nel 2009, a ben 19 anni di distanza dal predecessore, pubblicano tramite l'italiana Frontiers Records 3, insieme ad una ristampa in Compact disc di It's A Jungle Out There con l'aggiunta di tre bonus tracks: Wasn't It Love, presente sulla raccolta California Metal ma non su un album del gruppo americano e due versioni dal vivo registrate nel 1991 di Right Hand e Islands In The Sky), con la partecipazione di Kerry Livgren dei Kansas (gruppo di cui John Elefante fu cantante nei primi anni ottanta; dei Kansas in 3 è presente una cover, quella di Dust In The Wind) alle chitarre.

## Discografia
- 1989 – It's A Jungle Out There
- 1990 – Lofcaudio
- 2009 – 3

## Formazione classica
- David Pack - voce, chitarra
- Stef Burns - chitarra
- Dino Elefante – basso
- John Elefante – batteria